# DS 4 (2021)
La DS 4 II è la seconda generazione della DS 4, un'autovettura di segmento C, prodotta dalla casa automobilistica francese DS Automobiles a partire dal 2021.

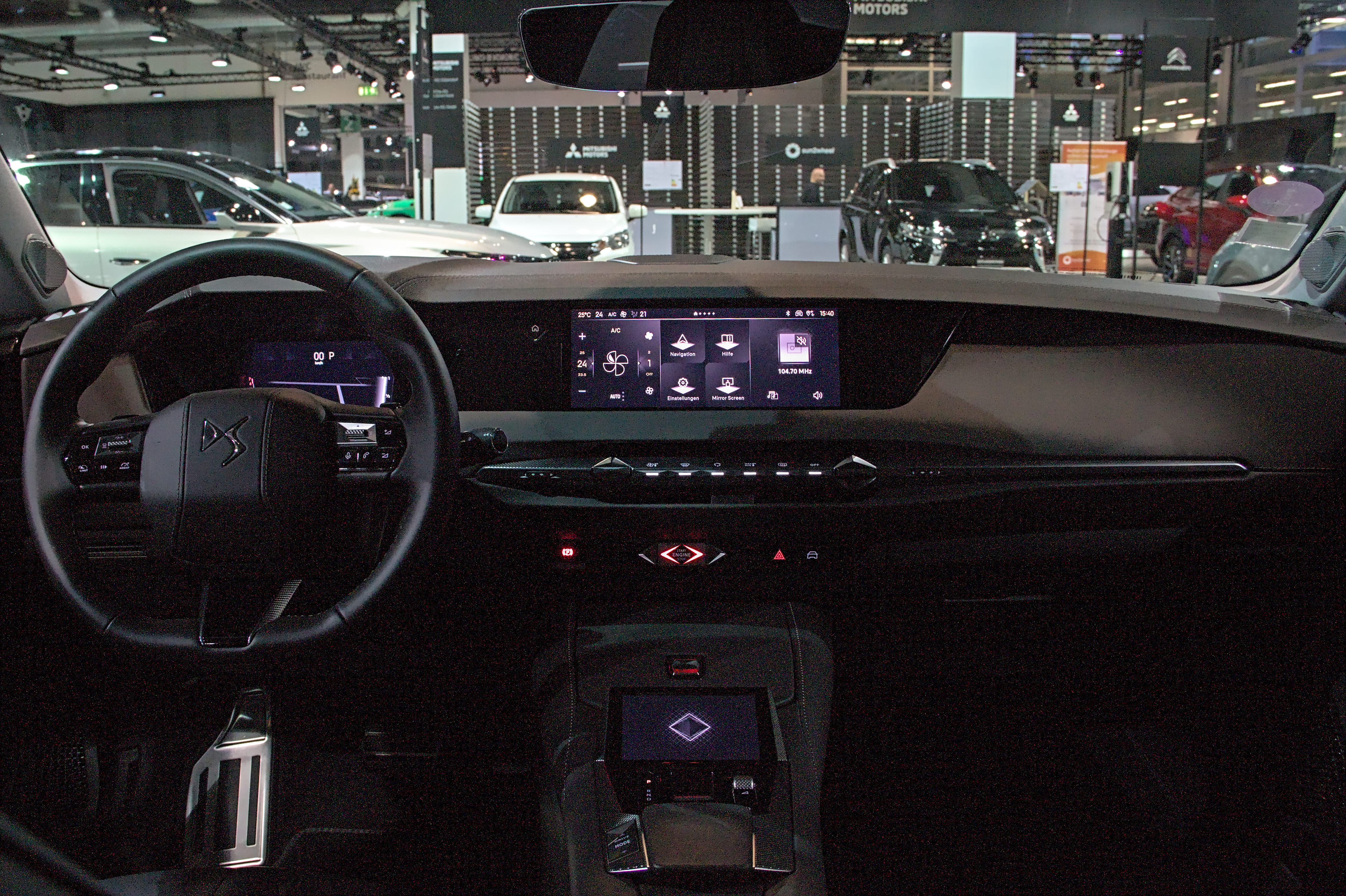
Interni

## Descrizione
La DS 4 è stata anticipata dalla concept car chiamata DS Aero Sport Lounge presentata nel febbraio 2020. La vettura rappresenta il quarto modello in gamma, dopo le DS 7, DS 3 Crossback e DS 9. Rispetto alla omonima antenata che è uscita di produzione nel 2018 ed era derivata dalla gamma Citroen, la DS 4 è una vettura totalmente nuova e diversa rispetto alla precedente. La DS 4, che ha esordito nel febbraio 2021, porta al debutto assoluto la nuova piattaforma EMP2 del Gruppo PSA modificata per poter alloggiare un sistema ibrido plug-in, che ha poi fatto da base anche per le successive Peugeot 308 III e Opel Astra L. Per la prima volta per un modello del gruppo francese la DS4 viene costruita nello stabilimento tedesco di Rüsselsheim della Opel, insieme alla Opel Astra L.
Due le versioni disponibili: la classica berlina (codice interno D41) chiamata Performance Line e la versione rialzata stile SUV (codice interno D44) denominate DS 4 Cross. Entrambe le versioni hanno esattamente le stesse dimensioni, la versione Cross si differenzia solo per la presenza di alcune appendici aerodinamiche della carrozzeria e per l'eliminazione di elementi cromati, sostituiti da elementi e finiture in colore neri. Inoltre, la Cross è dotata di barre sul tetto. 
Su tutte le versioni e motorizzazioni l'unica trasmissione disponibile è un cambio automatico con convertitore di coppia a 8 marce della Aisin.

## Dati tecnici
| Modello                                    | PureTech 130                   | PureTech 180                    | PureTech 225                    | E-Tense                             | BlueHDi 130                    |
| ------------------------------------------ | ------------------------------ | ------------------------------- | ------------------------------- | ----------------------------------- | ------------------------------ |
| Produzione                                 | da 07/2021                     | da 07/2021                      | da 07/2021                      | da 07/2021                          | da 07/2021                     |
| Caratteristiche                            |                                |                                 |                                 |                                     |                                |
| Motore                                     | Benzina a 3 cilindri in linea  | Benzina a 4 cilindri in linea   | Benzina a 4 cilindri in linea   | Motore a benzina + motore elettrico | Diesel                         |
| Alimentazione                              | Iniezione diretta              | Iniezione diretta               | Iniezione diretta               | Iniezione diretta                   | Iniezione Common Rail          |
| Sovralimentazione                          | Turbocompressore               | Turbocompressore                | Turbocompressore                | Turbocompressore                    | Turbocompressore               |
| Cilindrata                                 | 1199 cm³                       | 1598 cm³                        | 1598 cm³                        | 1598 cm³                            | 1499 cm³                       |
| Potenza                                    | 96 kW (130 CV) a 5500 giri/min | 133 kW (181 CV) a 5500 giri/min | 165 kW (225 CV) a 5500 giri/min | 165 kW (225 CV) a 6000 giri/min     | 96 kW (130 CV) a 3750 giri/min |
| Coppia                                     | 230 Nm a 1750 giri/min         | 250 Nm a 1650 giri/min          | 300 Nm a 1900 giri/min          | 360 Nm a 3000 giri/min              | 300 Nm a 1750 giri/min         |
| Trasmissione                               |                                |                                 |                                 |                                     |                                |
| Trazione                                   | Anteriore                      | Anteriore                       | Anteriore                       | Anteriore                           | Anteriore                      |
| Cambio                                     | Automatico a 8 rapporti        | Automatico a 8 rapporti         | Automatico a 8 rapporti         | Automatico a 8 rapporti             | Automatico a 8 rapporti        |
| Prestazioni                                |                                |                                 |                                 |                                     |                                |
| Velocità massima                           | 210 km/h                       | 230 km/h                        | 235 km/h                        | 233 km/h                            | 203 km/h                       |
| Accelerazione (0-100 km/h)                 | 9,7 secondi                    | 8,0 secondi                     | 7,9 secondi                     | 7,7 secondi                         | 10.9 secondi                   |
| Peso a vuoto                               | 1352-1353 kg                   | 1420 kg                         | 1419 kg                         | 1653 kg                             | 1414 kg                        |
| Consumo di carburante l/100 km (combinato) | 5,8–6,8 l                      | 6,4–7,4 l                       | 6,4–7,4 l                       | 1,2–1,5 l                           | 4,6-5,5 l                      |
| Emissioni di CO2                           | 131-154 g/km                   | 145-167 g/km                    | 146-168 g/km                    | 28-35 g/km                          | 121-144 g/km                   |
| Serbatoio                                  | 52 litri                       | 52 litri                        | 52 litri                        | 40 litri                            | 53 litri                       |
| Capacità della batteria                    | -                              | -                               | -                               | 12,4 kWh                            | -                              |
| Autonomia elettrica secondo WLTP           | -                              | -                               | -                               | 55 km                               | -                              |
| Normativa antinquinamento                  | Euro 6d                        | Euro 6d                         | Euro 6d                         | Euro 6d                             | Euro 6d                        |